# ハイブリッド暗号
ハイブリッド暗号方式（ハイブリッドあんごうほうしき、英語: Hybrid cryptosystem）は、公開鍵暗号方式と共通鍵暗号方式を組み合わせた暗号方式である。公開鍵暗号方式と共通鍵暗号方式の欠点を補い合い、2つの暗号方式のそれぞれ利点を同時に利用することができる。TLSなどで利用されており、例えばWikipediaとの通信はHTTPS（TLSを使用）によりハイブリッド暗号方式で暗号化されている。

## 概要
ハイブリッド暗号方式は、公開鍵暗号方式と共通鍵暗号方式を組み合わせた暗号方式である。公開鍵暗号方式で共通鍵を暗号化して共有し、以降の通信は共通鍵暗号方式で暗号化する。これにより、「事前の鍵共有なしで安全に通信を暗号化できる」「公開鍵暗号方式と比較して処理速度が非常に高速である」という2つの暗号方式のそれぞれ利点を同時に利用することができる。

## 詳細
|              | 公開鍵暗号方式 | 共通鍵暗号方式 | ハイブリッド暗号方式 |
| ------------ | -------------- | -------------- | -------------------- |
| 処理速度     | 低速           | 高速           | 高速                 |
| 事前の鍵共有 | 不要           | 必要           | 不要                 |

共通鍵暗号方式には、公開鍵暗号方式と比較して処理速度が非常に高速という利点と、事前の鍵共有が必要という欠点がある。そのため、共通鍵暗号方式のみで通信を安全に暗号化するのは非現実的である。例えば、直接会える人物との通信を共通鍵暗号方式のみで暗号化する場合、事前に対面で安全に共通鍵を共有できる。しかし、直接会えない人物とは安全に共通鍵を共有できないため、通信を安全に暗号化できない。これは、通信先が世界中に存在し、秒単位で安全な通信を確立することを求められるインターネット上で用いる暗号形式としては非常に致命的な欠点である。
公開鍵暗号方式には、共通鍵暗号方式と比較して処理速度が非常に低速という欠点と、事前の鍵共有が不要という利点がある。そのため、公開鍵暗号方式のみで通信を暗号化するのは非効率的である（公開鍵暗号方式の暗号化・復号の処理にかかる時間は共通鍵暗号方式の数百から数千倍ともされる）。
ハイブリッド暗号方式には、公開鍵暗号方式と比較して処理速度が非常に高速という利点と、事前の鍵共有が不要という利点がある。つまり、ハイブリッド暗号方式は公開鍵暗号方式と共通鍵暗号方式の利点をどちらも同時に利用できる、優れたそして大きな欠点のない暗号方式である。具体的には、以下のような手順で公開鍵暗号方式と共通鍵暗号方式を組み合わせて使用する。
1. Aは共通鍵を生成する
2. Aは共通鍵を公開鍵暗号方式で暗号化してBに送信する
3. AとBは安全に共有された共通鍵を用いて共通鍵暗号方式で通信を暗号化する